# Jeremie Frimpong
Jeremie Frimpong, född 10 december 2000 i Amsterdam, är en nederländsk fotbollsspelare som spelar för Liverpool FC.

## Karriär
Frimpong kom till Manchester City som nioåring. Den 2 september 2019 värvades Frimpong av Celtic, där han skrev på ett fyraårskontrakt.
Den 27 januari 2021 värvades Frimpong av tyska Bayer Leverkusen, där han skrev på ett 4,5-årskontrakt.
Den 17 maj 2025 värvades Frimpong av engelska Liverpool.